# Sascha Reinelt
Sascha Reinelt, född den 3 april 1973 i Sindelfingen, Tyskland, är en tysk landhockeyspelare.
Han tog OS-brons i herrarnas landhockeyturnering i samband med de olympiska landhockeytävlingarna 2004 i Aten.